# Ольдзум
Ольдзум (нем. Oldsum) — община в Германии, в земле Шлезвиг-Гольштейн.
Входит в состав района Северная Фрисландия. Подчиняется управлению Фёр-Амрум. Население составляет 566 человек (на 31 декабря 2010 года). Занимает площадь 13,3 км².
Официальным языком в населённом пункте, помимо немецкого, является севернофризский.